# Yordanys Durañona
Yordanis Durañona García, né le 16 juin 1988 à La Havane, est un athlète cubain, naturalisé dominiquais en 2012, spécialiste du triple saut.

## Carrière
Il remporte le titre des Championnats NACAC à San José avec une marque de 16,96 m, record des Championnats.
Son record personnel est de 17,20 m obtenu à Mexico le 16 août 2014.
Le 5 août 2016, il est le porte-drapeau de la Dominique lors de la cérémonie d'ouverture des Jeux olympiques de 2016 à Rio.

## Palmarès
| Date | Compétition                              | Lieu         | Résultat | Marque  |
| ---- | ---------------------------------------- | ------------ | -------- | ------- |
| 2013 | Champ. d'Am. centrale et des Caraïbes    | Morelia      | 1er      | 16,45 m |
| 2014 | Jeux du Commonwealth                     | Glasgow      | 8e       | 15,81 m |
| 2014 | Festival des sports panaméricains        | Mexico       | 1er      | 17,20 m |
| 2014 | Jeux d'Amérique centrale et des Caraïbes | Veracruz     | 3e       | 16,67 m |
| 2015 | Jeux panaméricains                       | Toronto      | 4e       | 16,72 m |
| 2015 | Championnats NACAC                       | San José     | 1er      | 16,86 m |
| 2016 | Championnats du monde en salle           | Portland     | 16e      | 15,27 m |
| 2017 | Championnats du monde                    | Londres      | 11e      | 16,42 m |
| 2018 | Jeux du Commonwealth                     | Gold Coast   | 2e       | 16,86 m |
| 2018 | Jeux d'Amérique centrale et des Caraïbes | Barranquilla | 7e       | 16,18 m |